# Lê Minh Hương
Lê Minh Hương (3 tháng 10 năm 1936 - 23 tháng 5 năm 2004) là chính khách người Việt Nam, Anh hùng Lực lượng vũ trang nhân dân, tướng lĩnh Công an nhân dân Việt Nam, cấp hàm Thượng tướng. Ông nguyên là Ủy viên Bộ Chính trị, Bộ trưởng Bộ Công an Việt Nam (1996 - 2000) - Trước năm 1998 là Bộ Nội vụ.

## Tiểu sử
Lê Minh Hương sinh ngày 3 tháng 10 năm 1936, tại xã Sơn Tân, huyện Hương Sơn, tỉnh Hà Tĩnh.
Từ tháng 10 năm 1948 đến tháng 12 năm 1950, ông làm liên lạc đơn vị 75 bộ đội địa phương Hà Tĩnh. Đến tháng 1 năm 1951, chuyển sang công tác hành chính tại thị xã Hà Tĩnh. Sau năm 1954, ông là Ủy viên Thường trực Ủy ban nhân dân thị xã Hà Tĩnh.
Từ tháng 4 năm 1956, ông làm Trinh sát chính trị Công an tỉnh Hà Tĩnh và Công an Liên khu IV. Đến tháng 11 năm 1962, ông là học viên lớp đào tạo đặc biệt về nghiệp vụ an ninh tại Trường Công an Trung ương (nay là Học viện An ninh Nhân dân).
Từ tháng 9 năm 1965 đến năm 1978, ông được biệt phái công tác tại Bộ Ngoại giao. Ông hoạt động tình báo dưới danh nghĩa là thành viên sứ quán Việt Nam tại Nhật Bản.
Từ năm 1979, ông công tác tại Bộ Nội vụ giữ các chức vụ: Phó phòng; Cục phó A13 - cục tình báo thuộc Tổng cục An Ninh (đến tháng 6 năm 1981); Cục trưởng Cục A13 (đến tháng 2 năm 1988); Phó Tổng cục trưởng Tổng cục An ninh, kiêm Cục trưởng Cục A13 (đến tháng 10 năm 1988); Quyền Tổng cục trưởng Tổng cục 5 (đến tháng 6 năm 1989).
Từ tháng 1 năm 1990, ông được giữ chức Tổng cục trưởng Tổng cục 5, Bộ Nội vụ; được phong quân hàm Thiếu tướng tháng 8 năm 1990.
Từ tháng 2 năm 1991, ông giữ chức Thứ trưởng Bộ Nội vụ, Ủy viên thường vụ Đảng ủy Công an Trung ương; đến tháng 6 năm 1991, được bầu vào Ban Chấp hành Trung ương Đảng các khóa VII, VIII, IX. Ông được phong quân hàm Trung tướng tháng 12 năm 1992.
Tháng 6 năm 1996, ông được bầu vào Bộ Chính trị các khóa VIII, IX, giữ chức Bí thư Đảng ủy Công an Trung ương, Bộ trưởng Bộ Nội vụ (từ tháng 5 năm 1998 gọi là Bộ Công an) và giữ chức vụ này đến năm 2002. Ông được phong quân hàm Thượng tướng tháng 1 năm 1998.
Ông là Đại biểu Quốc hội các khóa IX, X, Ủy viên Ủy ban Quốc phòng và An ninh của Quốc hội khóa IX; Huân chương Quân công hạng Ba, Huân chương Kháng chiến chống Mỹ cứu nước hạng Nhất; Huy hiệu 40 năm tuổi Đảng.
Ông qua đời ngày 23 tháng 5 năm 2004 tại Hà Nội, khi ông vẫn đang đương nhiệm Ủy viên Bộ Chính trị Ban Chấp hành Trung ương Đảng Cộng sản Việt Nam Khóa IX (2001 - 2005). .
Ngày 5/3/2008, Chủ tịch nước CHXHCN Việt Nam ký Quyết định số 245/QĐ-CTN truy tặng Huân chương Hồ Chí Minh cho ông và chiều 30/7, lễ truy tặng đã được tổ chức trọng thể tại Bộ Công an, Hà Nội.
Ngày 16 tháng 08 năm 2025, Chủ tịch nước đã ký Quyết định 1567 truy tặng danh hiệu Anh hùng Lực lượng vũ trang Nhân dân đối với Thượng tướng Lê Minh Hương - Ủy viên Bộ Chính trị khoá VIII, khoá IX, cố Bộ trưởng Bộ Công an vì có thành tích đặc biệt xuất sắc trong cuộc kháng chiến chống Mỹ cứu nước. Thay mặt lãnh đạo Đảng, Nhà nước, Tổng Bí thư Tô Lâm đã trao bằng Anh hùng LLVTND tặng đại diện gia đình cố Bộ trưởng Lê Minh Hương. 

## Lịch sử thụ phong cấp hiệu
| Năm thụ phong | 1990        | 1992        | 1998         |
| ------------- | ----------- | ----------- | ------------ |
| Cấp hiệu      |             |             |              |
| Tên cấp hiệu  | Thiếu tướng | Trung tướng | Thượng tướng |

## Gia đình
- Anh trai: Anh hùng Liệt sĩ Lê Bình - nguyên Giám đốc Quốc gia tự vệ cuộc tỉnh Cần Thơ.
- Con trai cả: Trung tướng Lê Minh Hùng, sinh năm 1963, Cục trưởng Cục Cảnh sát quản lý tạm giam, tạm giữ và thi hành án hình sự tại cộng đồng, Bộ Công an[4]
- Con trai thứ: Trung tướng Lê Minh Hà, sinh năm 1967, Cục trưởng Cục Tình báo Châu Á, nguyên Phó Chủ nhiệm Thường trực Ủy ban Kiểm tra Đảng ủy Công an Trung ương, nguyên cục phó cục Tình báo Mỹ Âu Phi Bộ Công an
- Con trai thứ: Lê Minh Hưng, sinh năm 1970, Ủy viên Bộ Chính trị, Bí thư Trung ương Đảng khóa XIII, Trưởng ban Tổ chức Trung Ương Đảng, nguyên Chánh Văn phòng Trung ương Đảng Cộng sản Việt Nam, nguyên Thống đốc Ngân hàng Nhà nước Việt Nam.